# Fromme Stiftung
Eine fromme Stiftung (lateinisch pia fundatio) ist im kanonischen Recht der katholischen Kirche eine Gesamtheit von Sachen bzw. Vermögenswerten, die religiösen Zwecken zu dienen bestimmt ist. Die Stiftung kann rechtlich selbständig oder unselbständig sein.
Mögliche Zwecke sind „Werke der Frömmigkeit, des Apostolates oder der Caritas in geistlicher oder zeitlicher Hinsicht“ (cann. 1303, 114 CIC; can. 1047 CCEO). Einen Spezialfall der selbständigen Stiftung, betreffend das Gotteshausvermögen (Fabrikgut, fabrica ecclesiae), stellt etwa in Bayern und im Bistum Speyer die Kirchenstiftung, in Württemberg die Kirchenpflege und in Baden der Kirchenfonds dar. Ein Beispiel für eine unselbständige Stiftung ist die Gottesdienststiftung, auch Jahrzeitstiftung genannt (früher Seelgerätstiftung, pro remedio animae).
Auch in den evangelischen Landeskirchen bestehen Stiftungen aufgrund entsprechender Kirchengesetze. Der Bundesverband Deutscher Stiftungen schätzt, dass es insgesamt mehr als 30.000 kirchliche Stiftungen verschiedener Rechtsformen in Deutschland gibt.